# 東海寺 (徳島市)
東海寺（とうかいじ）は、徳島県徳島市北山町に位置する高野山真言宗の寺院である。山号は国伝山。院号は地蔵院。本尊は地蔵菩薩。

## 歴史
元は観音寺と称していたが、元和2年（1616年）に本尊千手観音像が現在の徳島市勢見町にある観音寺に移ったため、本尊の脇侍であった地蔵菩薩を本尊とし、国伝山地蔵院東海寺と称した。
徳島で一生を終えたポルトガルの外交官・ヴェンセスラウ・デ・モラエスとその妻ヨネ、ヨネの姪のコハルの遺髪が寺に保管されている。モラエスは当時の住職と親しく、晩年のモラエスはこの東海寺でヨネとコハルを供養したとされる。
寺の近くにはあづり越という峠があり、かつて源義経や空海もこの峠を通ったと云われている。またモラエスゆかりの寺であることから寺の近くを走る徳島県道209号八多法花線は「ポルトガル・レイリア大通り」と命名されている。

## 交通
- JR「徳島駅」前より徳島市営バス渋野行き「北山」下車、徒歩で約20分。